# محمدحسین حمیدی
محمدحسین حمیدی سرتیپ دوم نیروی انتظامی جمهوری اسلامی ایران و از خرداد ۱۳۹۹ تا مهر ۱۴۰۲ رئیس پلیس راهنمایی و رانندگی تهران بزرگ بود. وی پیش تر رئیس پلیس راه ناجا و معاون اجرایی پلیس راهنمایی و رانندگی ناجا نیز بوده‌است. از ۷ آذر ۱۴۰۲ با حکم سردار رادان به سمت معاون تربیت و آموزش فراجا منصوب شده‌است.

## جایزه‌ها و نشان‌های افتخار
این بخش شامل نشان‌ها و جایزه‌های رسمی محمدحسین حمیدی است که بر روی لباس همسان او نصب می‌شود ولی جایزه‌های غیرنظامی و غیررسمی را دربر نخواهد گرفت.

### آرم‌ها
| آرم‌های سینه |
|             |

| آرم‌های سینه |
|             |

| آرم‌های بازو |
|             |

| آرم‌های یقه |
|            |